# Vjetroelektrana Roscoe
Vjetroelektrana Roscoe je trenutno (2011.) najveća kopnena vjetroelektrana u svijetu. Nalazi se u blizini mjesta Roscoe, u Teksasu (SAD). Vjetroelektrana Roscoe ima 627 vjetroagregata i ukupnu instaliranu snagu od 781,5 MW, čime je prestigla obližnju vjetroelektranu Horse Hollow, koja ima instaliranu snagu od 735,5 MW.
Vjetroelektrana Roscoe se gradila u 4 koraka. Prvi korak je izgrađen 2008., i sastoji se od 209 vjetroagregata (Mitsubishi), od kojih svaki ima snagu od 1 MW. Drugi korak, koji se naziva i Champion, je isto završio gradnju 2008., a sastoji se od 55 vjetroagregata (Siemens), od kojih svaki ima snagu od 2,3 MW. Treći korak gradnje, koji se naziva i Pyron, je sagrađen sredinom 2009., a sastoji se od 166 vjetroagregata (GE), od kojih svaki ima snagu od 1,5 MW. Četvrti korak, koji se naziva i Inadale, je sagrađen krajem 2009., a sastoji se od 197 vjetroagregata (Mitsubishi), od kojih svaki ima snagu od 1 MW.
Sam projekat je koštao nešto više od milijardu američkih dolara, a proizvedena električna energija je dovoljna za oko 250 000 domaćinstava. Vjetroelektrana je smještena oko 320 kilometara zapadno od Fort Wortha, a raširena je na oko 400 km2 zemljišta. Interesantno je da dio vlasništva vjetroelektrane pripada velikom broju lokalnih farmera, na čijem se zemljištu nalaze vjetroagregati, tako da dio zarade pripada i njima, pomažući nešto nerazvijenim dijelovima Teksasa. 
Glavna elektroenergetska mreža u Teksasu ili ERCOT (engl. Electric Reliability Council of Texas) zabilježila je 7. listopada 2011. najveću trenutnu proizvodnju energije iz energije vjetra. Riječ je o 15,2%, odnosno 7 400 MW, izvjestilo je Američko udruženje za energiju vjetra ili AWEA (engl. American Wind Energy Association). Teksas je vodeća država unutar Sjedinjenih Američkih Država, a stalan rast novih vjetroagregata i vjetroelektrana u Teksasu i drugim državama, pokazuje uspješnu i stabilnu saveznu poreznu politiku.

## Kopnene vjetroelektrane će se cjenovno izjednačiti s fosilnim gorivima do 2016.
Najefikasnije vjetroelektrane već sada proizvode električnu energiju po cijeni sličnoj ugljenu, plinu i nuklearnoj energiji, a do 2016. bi i prosječne vjetroelektrane to trebale postići. Bloombergov tim za vjetar je procijenio da proizvodnja kopnenih vjetroelektrana pokazuje 7% pad cijena za svako udvostručavanje instalirane snage.
Prosječna cijena vejtroagregata je od 1984. do 2011. pala je za više od duplo, tj s 2 milijuna eura po MW na 0,88 milijuna eura po MW. U tih 17 godina je količina postavljenih vjetroagregata skočila je s 0,3 GW na 240 GW. U isto vrijeme je s padom cijene rasla i snaga vjetroagregata, postali su veći, s boljom učinkovitošću, boljom aerodinamikom itd. Troškovi pogona i održavanja su isto pali s 50 €/MWh na samo 11 €/MWh. Zbog svih tih razloga svaki ugrađeni MW s energijom vjetra danas daje 2,9 GWh godišnje, a tokom 1980-tih je davao samo 1,8 GWh. 
Ujednačavanjem cijena energije iz kopnenih vjetroelektrana, cijena je pala za 14% za svako udvostručavanje instalirane snage od 1984. do danas. To financijski znači da je cijena pala s 200 €/MWh na 52 €/MWh. To je samo 6 €/MWh više nego što je prosječna cijena energije iz plinske elektrane danas, a kad bi se u obzir uzela i cijena ispuštenog ugljikovog dioksida, ta bi cijena bila ista ili čak manja.  Zbog povećane konkurencije u industriji vjetra Bloomberg očekuje daljnji pad cijena tokom idućih nekoliko godina, a stupanj iskorištenja bi pak trebao rasti, što će u konačnici rezultirati u padu cijene energije iz vjetra do cijena fosilnih goriva.
Kad se uzmu dosadašnji podatci i način razvijanja tržišta to bi se trebalo dogoditi 2016., pri čemu bi cijena vjetroagregata bila 0,8 milijuna eura po MW. Ako bi cijena plina u međuvremenu skočila, onda bi se trenutak izjednačenja cijena mogao i približiti.